# Abdelkader Lamoudi
 (mars 2023).
Si vous disposez d'ouvrages ou d'articles de référence ou si vous connaissez des sites web de qualité traitant du thème abordé ici, merci de compléter l'article en donnant les références utiles à sa vérifiabilité et en les liant à la section « Notes et références ».
Abdelkader Lamoudi (1925—4 mai 2020) est l'un des membres du groupe des 22 qui a préparé le déclenchement de la lutte armée pour l'indépendance de l'Algérie, le 1er novembre 1954.

## Biographie

### Jeunesse
Abdelkader Lamoudi est né au cours de l'année 1925 à Oued Souf, où il a grandi et reçu sa première éducation, alors qu'il commençait à apprendre le Coran à la mosquée (Al-Kuttab) chez les des deux cheikhs. Si Zalasi et Zaribit Lamin. Après cela, Abdelkader Lamoudi intègre l'unique école primaire de la vallée, qui ne comprend que trois sections, et y pratique sa carrière pédagogique jusqu'à l'obtention du certificat primaire durant la saison scolaire 1937-1938. L'obtention de ce certificat est considérée comme un événement en soi et représentait le niveau le plus élevé pouvant être atteint dans la région. Après cela, il a déménagé dans la ville de Biskra pour poursuivre ses études avec son grand-père âgé, qui a pris soin de lui. Parmi les étudiants qui ont étudié avec lui dans le même département se trouvait Larbi Ben M'hidi.
Au déclenchement de la Seconde Guerre mondiale en 1939, les professeurs de français sont dispersés d'une part, et d'autre part, la vie devient difficile du fait de la guerre, et le père ne peut plus financer les études du fils, ce qui l'oblige à retourner dans sa ville natale de la vallée. Après une période de chômage, il a travaillé dans une caserne militaire de la région. Ce travail lui a permis de constater les grandes différences entre la vie des Français par rapport à la vie des Algériens, surtout sous le régime militaire appliqué aux régions du Sahara algérien. Et ce qui a touché, l'enfant puis le jeune homme, c'est de voir des gens qui saluaient debout au passage du gouverneur militaire français, même s'ils étaient âgés, et même ceux qui ne pouvaient pas se lever étaient obligés d'accomplir le salut militaire alors qu'il était assis, ce qui l'a amené à s'interroger sur son sort et le sort des siens.

### Militantisme au PPA
Après 1943, en pleine guerre mondiale, une renaissance s'opère dans la région de la vallée, semblable à toute l'Algérie, car le Parti du peuple algérien (PPA) fait de gros efforts pour organiser les rangs après le retour de Messali El-Hadj. La première cellule du parti a été formée dans la vallée à la fin de 1943, et elle était composée principalement de : Abdelkader Lamoudi, Wanissi El-Hachemi, Ahmed Meloudi, Kdadra Al-Chafi'i et Mehi ben El-Hadj et collecter des cotisations. À travers le Parti populaire, la lutte sérieuse pour l'indépendance a commencé, une idée prônée par Messali El-Hadj comme la seule solution, surtout avec les massacres commis par les colonialistes le 8 mai 1945 contre un peuple pacifique et sans défense. passe par la lutte armée jusqu'à l'indépendance.
En 1946, les partis ont commencé à organiser leurs affaires et à tenir leurs conférences. Pendant ce temps, Abdelkader Lamouri est retourné dans la vallée, et à travers le mouvement d'Ahbab al-Bayan et le mouvement national, il est entré en contact avec Ben M'hidi qui était à Biskra, où ils se sont rencontrés lors de réunions régionales et ont discuté de l'avenir.

### Militantisme au sein de l'OS
L'organisation secrète a parrainé l'achat d'armes avec l'argent du parti, et les habitants de Oued Souf avaient beaucoup d'armes de type italien Stati, d'autant plus qu'elles sont des vestiges de la Seconde Guerre mondiale et sont entrées de Libye, et il a été décidé d'acheter deux types d'armes : des armes pour former des combattants, et des armes de rechange pour commencer la révolution.
Après que Mohamed Belouizdad ait remis l'argent à Mohamed Issami pour acheter des armes, ce dernier a confié la tâche aux combattants Ahmed Meloudi et Mohamed Belhadj. Ce dernier est allé en Libye et a apporté les armes sur un convoi de chameaux et entreposés dans la ferme de Addoka Belkacem. Après cela, Abdelkader Lamoudi, en sa qualité de responsable, a reçu l'ordre de l'organisation secrète de livrer des armes au corral de Hamed situé près des contreforts des monts Aurès. Des dispositions ont été prises pour le convoi d'armes de sept chameaux, qui est arrivé sain et sauf au corral de Hamed. En sa qualité de responsable de la région, Abdelkader Lamouri a donné l'ordre à Ben Boulaid d'organiser le transfert de ces armes vers les Aurès, et c'est ce qui a déjà été fait.
Après une période d'établissement de l'organisation secrète, Abdelkader Lamoudi a été nommé à la tête de l'organisation dans la vallée, et il a à son tour choisi les combattants et formé les cellules, puis a tenu des réunions régulières, qui comprenaient principalement Abdelkader Lamoudi au nom de la vallée, Ben M'hidi au nom de Biskra et Ben Boulaid au nom des aurès. Et après que Ben M'hidi était responsable des Aurès, Al-Nammcha et du Sahara, il est devenu responsable du côté ouest de la préfecture de Constantine, comme Sétif, Béjaïa et ses environs, et il est remplacé par Abdelkader Lamoudi, il devient alors responsable de Biskra, des Aurès et de la Vallée, et sa première rencontre est avec Ben Boulaid en 1948. Dans la ferme de ce dernier, un camp caché était tenu pour certains combattants de l'organisation secrète, dont Abdelkader Lamoudi, dans le but de s'entraîner à fabriquer des bombes et à utiliser des armes.
Étant donné que les membres de l'organisation secrète sont des militants du parti, ils étaient disciplinés et attendaient de recevoir l'ordre de déclencher une action armée car ils avaient reçu la formation nécessaire et avaient les armes et la volonté de le faire. Cependant, ces ordres ne sont jamais venus jusqu'à ce que l'organisation secrète soit découverte en mars 1950 et que nombre de ses militants et responsables soient arrêtés. Après une période suffisante pour récupérer, les militants de l'organisation secrète se sont recontactés, surtout après la scission du parti en Messalistes et Centralistes. Et puisque Abdelkader Lamoudi n'était pas recherché par les autorités coloniales, il a pu se déplacer librement chaque fois que nécessaire, comme c'est le cas lorsque Abdelkader Lamoudi a supervisé l'organisation de deux visites que Al-Arabi bin M' hidi a fait à sa famille entre 1950 et 1954.
Durant cette période, les activités d'Abdelkader Lamoudi se multiplient et il se déplace entre Alger, Biskra, Sétif et d'autres régions du pays pour établir la communication. Concernant la préparation de la révolution, ce dernier déclare : « …lors de la préparation de la révolution, il a été décidé que le plus grand nombre possible de combattants de l'organisation secrète capables de prendre des décisions soient présents et représentent les régions du territoire national. autant que possible donner une dimension nationale et un large écho à la révolution, et c'est le but que nous avons cherché et atteint[réf. nécessaire]. »

### Réunion des 22
Après plusieurs réunions et réunions bilatérales, et d'autres, il fut convenu de tenir une réunion du groupe des 22 en juin 1954, et le nombre n'était pas prédéterminé, mais il était imposé par les circonstances de l'époque, car de nombreuses personnalités nationales refusaient d'accepter l'invitation, et en plus de cela Massali El-Hadj qui a été contacté à plusieurs reprises pour adopter un projet de Révolution, a refusé de le faire au motif que le moment n'était pas encore venu. À Dar Driche, le groupe qui appartenait à l'organisation secrète s'est réuni, à l'exception d'Osman Belouizdad, car il était de l'aile politique, et a pris la décision tant attendue, qui est la préparation réelle pour faire exploser la révolution dans un délai non dépassant 6 mois, afin de ne pas subir le même sort que l'organisation secrète.
Au cours de la réunion, tout le monde a appris que Krim Belkacem et Ouamrane soutiennent l'opération. Le même jour, Mohammed Boudiaf est chargé de sélectionner un groupe de 4 ou 5 militants parmi les 22 pour déterminer le jour du déclenchement de la révolution. Muhammad Boudiaf a été choisi parce qu'il était connu de tous les militants présents à la réunion. Après cela, le Comité des Six s'est réuni à La Pointe, dans la maison du militant, Mourad Boukachoura, pour étudier certaines questions et répartir les tâches. Karim Belkacem a été affecté à la région de Kabylie et Mustapha Ben Boulaid à la région des Aurès. Pendant cette période, une réunion a eu lieu à Biskra, en présence de Mohamed Boudiaf, Abdelkader Lamoudi et Mohamed Belhadj, où ce dernier a été chargé de former une cellule dans la vallée pour faire déclencher la révolution et recevoir des armes et les diriger vers l'intérieur par un réseau qui avait été préparé.

### Déclenchement de la Guerre d'Algérie
Le 24 octobre 1954, le Comité des Six tint sa dernière réunion à la maison de Murad Boukachoura à Pointe Pescade
- , et parmi ce qui fut convenu figurait la date du déclenchement de la révolution et la notification de celle-ci au militants. Fin octobre 1954, Lamoudi est informé de la date du déclenchement de la révolution par une personne qui lui est envoyée. Son nom n'est connu que de L'adjudant. À propos de ses sentiments cette nuit-là, Lamoudi dit : « ... était des moments de soulagement teintés d'anxiété, et ce mélange ne peut pas séparer ses fils dans la psyché humaine. Il y a l'angoisse de celui qui se jette à la mer car il ne sait pas à quoi ressemblera cette opération... Et il y a de chers frères qui affronteront leur sort demain, et leur sort sera peut-être la mort ou l'emprisonnement. devoir, c'est pourquoi nous avons senti que nous naissions de nouveau, ou que nous passions d'une vie à une autre, et demain ne sera plus jamais comme aujourd'hui[réf. nécessaire]. »

Après le début de la guerre, le pays a tremblé pour cela, et cela a été suivi d'une suite d'arrestations parmi les militants, et parmi elles se trouvait Lamoudi, mais ce n'étaient que des arrestations préventives parce qu'ils ont été libérés au bout de deux jours. L'extension de la lutte armée à Biskra, a vu Lamoudi de nouveau arrêté et interrogé pendant plusieurs jours au commissariat de police de Biskra sous la torture, puis transféré à Batna, où il a été interrogé et torturé à nouveau, puis relâché. Après cela, Lamoudi est retourné à Biskra et a recontacté Hamidah bin Diha, l'un des responsables de l'organisation secrète, et Abdul Hamid Ramadana et d'autres combattants, et ils ont formé une cellule d'activité, mobilisant le peuple. et les poussant à la révolution pour que sa flamme ne s'éteigne pas.
Trois ou quatre mois après le début de la guerre, Lamoudi rencontra Ahmed Ben Abderrazak Hamouda (Si El Haouès) à Biskra et apprit de lui que Mustapha Ben Boulaid l'avait chargé de se rendre dans la capitale pour tenter de lier communication et coordination et trouver un moyen de subventionner les Aurès. Dans la capitale (la Basse Casbah), Lamoudi a été arrêté, et après interrogatoire et torture, il a été placé à la prison de Sarkadji. En 1956, il a été jugé et libéré, et après sa sortie de prison, il a contacté le commandement de la wilaya VI où se trouvait l'un des officiers affiliés à Si El Haouès, Noureddine Manani, qui a contacté Lamoudi, et ce dernier l'a mis en contact avec Ben M'hidi afin de clarifier les tâches et opérations militaires à engager dans la nouvelle wilaya. Après la grève de Huit jours déclenché par le FLN durant la bataille d'Alger, chaque wilaya était autonome dans ses actions de guérilla contra l'armée française.
Lamoudi poursuit sa lutte politique à Alger, la capitale, et travaille dans le domaine de l'approvisionnement et est en contact avec les wilayas VI et III (Kabylie). Et il poursuivit ainsi son activité jusqu'au cessez-le-feu du 19 mars 1962, date à laquelle il vit flotter les drapeaux algériens aux balcons et ruelles de la capitale, et il vécut les joies du peuple algérien en recouvrant sa souveraineté nationale, le 5 juillet 1962.

### Décès
Abdelkader Lamoudi est décédé le lundi 4 mai 2020, à l'âge de 95 ans, et a été inhumé le lendemain, mardi, après la prière de midi, au cimetière El-Alia, à Alger,.